# 顧斌 (建文進士)
顧斌，字孝才，南直隸揚州府高郵州人，明朝政治人物、進士出身。

## 生平
建文元年，應天府鄉試第二十四名中舉。建文二年，會試第四十九名，殿試登庚辰科進士二甲第十六名，官至兵科給事中。

## 家族
曾祖顧通甫，祖父顧祐之，父親顧仲良。